# Rakka Ryūsui
Rakka Ryūsui (落花流水?) es una serie de 4koma japonés escrito e ilustrado por Sanada Ikki. El manga fue publicado en la revista Manga Time Kirara Max en 2006, cuatro tankōbon fueron publicados por Hōbunsha. El personaje principal es Akiho Hayama, y la historia es acerca de su día en el club de Kyūdō en Sakuraba Girls' High School (桜庭女子高校 Sakurabajoshikōkō?), una escuela femenina.

## Argumento
Después de saber que pasó el examen de ingreso para entrar a Sakuraba Girl's High School, Hayama Akiho, mientras intentaba escapar de personal del club la reclutaminto, experimenta el amor a primera vista cuando se encuentra con la presidenta del club de Kyūdō, Hokaze Minatsu. Akiho se une al club de Kyūdō después de su primera reunión con Minatsu, entablando amistad con ella y otros miembros del club.

## Medios

### Manga
Rakka Ryūsui está escrito e ilustrado por Ikki Sanada, y se está publicado en la revista japonesa Manga Time Kirara Max por Hōbunsha a partir de 2006. Rakka Ryūsui es un 4-koma.

### Novela ligera
La novela ligera está escrita por Hiro Akizuki e ilustrada por Sanada Ikki, fue publicado por Hōbunsha el 27 de julio de 2007.

### CD Drama
El 25 de marzo de 2009, un CD drama llamado Rakka Ryūsui drama CD fue lanzado en Japón. Un CD de variedades llamado Rakka Ryuusui Variety CD fue lanzado en el Comiket 76 el 14 de agosto de 2009.